# سانت سالفادور دي جوارديولا
بلدية سانت سالبادور دي غوارديولا (بالكاتالانية: Sant Salvador de Guardiola) هي إحدى بلديات مقاطعة برشلونة, والتي تقع في منطقة كاتالونيا، شرق إسبانيا.
يبلغ عدد سكانها 2.970 نسمة وفقاً لإحصائية سنة (2007).

## أعلام
- خوسيه بيسارودونا